# Гаплогруппа A8a (мтДНК)
Гаплогруппа A8a — гаплогруппа митохондриальной ДНК человека.

## Субклады
- A8a1
  - A8a1a
  - A8a1b
  - A8a1c
- A8a2
  - A8a2a
  - A8a2b

## Палеогенетика

### Неолит
Сибирский неолит
- KAG001 | 8307 — Kachug — Качугский район, Иркутская область, Россия — 4980-4841 calBCE (6418±21 BP) — М — BT > C2a1a1a* # A8a.[1]

### Бронзовый век
Окуневская культура
- Верхний Аскиз I — Верх-Аскиз, Аскизский район, Хакасия, Россия[2]
  - RISE515 | 7053-1 — kurgan 1, grave 3, sk.1 — 2340-2145 calBC (3810±25 BP, UCIAMS-147669) — A8a
  - RISE667 | 7053-29 — kurgan 1, grave 22 — 2340-2145 calBC (3810±25 BP, UCIAMS-147669) — Ж — A8a
  - RISE670 | 7053-49 — kurgan 2, grave 4, scull 7 — 2141-1885 calBC (3635±50 BP, UBA-31595) — Q1a2b (Q-L940) > Q1b2b1 # A8a
  - RISE673 | 7053-62 — kurgan 2, grave 9 — 2340-2145 calBC (3810±25 BP, UCIAMS-147669) — М — Q1a (Q-L472) > Q1b2b1 # A8a

### Железный век
Саглынская культура (Улангомская культура)
- CHN016 | AT-208 — Chandman Mountain (Ulaangom cemetery) — Увс, Монголия — 500-200 BCE — М — Q1a2a1c1 (Q-L332; Q-L329) # A8a > A8a2.[3]

- I12970 | AT_208, 699 — Чандмань, Улаангом, Увс, Монголия — 399-231 calBCE (2280±20 BP, UCIAMS-226546, PSUG-5461) — М — Q1b1a3a1-L332 # A8a.[4]

## Публикации
2018
- de Barros Damgaard P; Martiniano R; Kamm J; et al. (Июнь 2018). The first horse herders and the impact of early Bronze Age steppe expansions into Asia. Science. 360 (6396). doi:10.1126/science.aar7711. PMC 6748862. PMID 29743352.

2020
- Yu H, Spyrou MA, Karapetian M; et al. (Июнь 2020). Paleolithic to Bronze Age Siberians Reveal Connections with First Americans and across Eurasia. Cell. 181 (6): 1232-1245.e20. doi:10.1016/j.cell.2020.04.037. PMID 32437661. {{cite journal}}: Явное указание et al. в: |author= (справка)Википедия:Обслуживание CS1 (множественные имена: authors list) (ссылка)
- Jeong C, Wang K, Wilkin S; et al. (Ноябрь 2020). A Dynamic 6,000-Year Genetic History of Eurasia's Eastern Steppe. Cell. 183 (4): 890-904.e29. doi:10.1016/j.cell.2020.10.015. PMC 7664836. PMID 33157037. {{cite journal}}: Явное указание et al. в: |author= (справка)Википедия:Обслуживание CS1 (множественные имена: authors list) (ссылка)

2021
- Wang CC; Yeh HY; Popov AN; et al. (Март 2021). Genomic insights into the formation of human populations in East Asia. Nature. 591 (7850): 413–419. doi:10.1038/s41586-021-03336-2. PMC 7993749. PMID 33618348.